# Jack Charles
Pour les articles homonymes, voir Charles (patronyme).
Jack Charles est un acteur australien né le 5 septembre 1943 dans la réserve aborigène de Cummeragunja (en) (Nouvelle-Galles du Sud) et mort le 13 septembre 2022 à Melbourne (Victoria).

## Biographie

### Mort
Jack Charles est mort d'un AVC le 13 septembre 2022 à Melbourne (Victoria).

## Filmographie

### Cinéma
- 1973 : Dimboola: The Stage Play : Mutton
- 1978 : Le Chant de Jimmy Blacksmith : Harry Edwards
- 1993 : Bedevil (en) : Rick
- 1993 : Blackfellas (en) : Carey
- 2004 : Tom White (en) : Harry
- 2013 : Mystery Road : Old boy
- 2015 : Pan : le grand chef Petite-Panthère
- 2015 : Black Chook : le fantôme noir
- 2021 : Back to the Outback : un lézard à collerette

### Télévision
- 1974 : Our Man in the Company : Winston (1 épisode)
- 1975 : Ben Hall : Billy Dargin (1 épisode)
- 1976 : Rush : Magpie (1 épisode)
- 1981 : Women of the Sun : Peter
- 2005 : We Can Be Heroes : l'ancien aborigène (1 épisode)
- 2012 : L8r : Danny (1 épisode)
- 2012 : Woodley (en) : Vern (2 épisodes)
- 2012 : Australia on Trial : l'ancien (1 épisode)
- 2012 : Problems : Jack (3 épisodes)
- 2014 : The Gods of Wheat Street : le vieil oncle (5 épisodes)
- 2014-2016 : Black Comedy : l'invité (2 épisodes)
- 2016 : Cleverman : oncle Jimmy (6 épisodes)
- 2016 : Wolf Creek : Oncle Paddy